# Helena Bechlerowa
Helena Bechlerowa (* 2. Dezember 1908 in Łódź; † 18. September 1995 in Warschau) war eine polnische Kinderbuchautorin.

## Leben
Bechlerowa absolvierte 1930 das Lehrerseminar in Łódź und unterrichtete anschließend in einer Schule. Zugleich studierte sie Polonistik an der Freien Polnischen Universität in Warschau, wo sie 1937 den Magister erwarb. Während der Deutschen Besetzung lebte sie weiterhin in Łódź und erteilte von 1940 bis 1941 Unterricht im Untergrund. Danach ging sie nach Krakau. Nach dem Zweiten Weltkrieg kehrte sie zunächst nach Łódź zurück und siedelte 1947 nach Warschau um.
In der Zeitschrift Świerszczyk publizierte sie ab 1948 ihre Texte und wurde 1949 Redaktionsmitglied. Später arbeitete sie für die Kinderzeitschrift Płomyk. Ihr erstes Kinderbuch O biedronce pięciokropce i o trzech krawczykach erschien 1955 in der Reihe Poczytaj mi mamo. Für das Verlagsinstitut Nasza Księgarnia arbeitete sie von 1958 bis 1971. In den Verband der Polnischen Literaten wurde sie 1964 aufgenommen. Ihre Texte wurden in den 1970er und 1980er Jahren auch in polnischen Exilzeitschriften gedruckt, darunter Dziatwa, Jutrzenka, Razem młodzi przyjaciele und Związkowiec.

## Werke
- Filonek i jego przyjaciele, 1958
  - Miezemurr und seine Freunde, übersetzt anhand des Manuskripts von Hans Bernhard Lauffer, 1957
- O kotku, który szukał czarnego mleka, 1959
  - Vom Kätzchen, das schwarze Milch suchte, übersetzt von Halina Więcławska, 1971
- W Konwaliowej Gospodzie, 1960
- Zielone jeże, 1962
- Dom pod kasztanami, 1967
  - Das Haus unter den Kastanien, übersetzt von Kurt Kelm, 1971
- Urbanek z fajeczką, 1967
- Poziomowy kraj, 1970
- Wesołe lato, 1971
  - Ein lustiger Sommer, übersetzt von Halina Więcławska, 1974
- Za złotą bramą, 1973
- Zima z białym niedźwiedziem, 1975
- Ciocia Arnika, 1979
- Nie będzie kłopotu, 1986
  - Ein Eisberg für Tomek, übersetzt von Kurt Kelm, 1990
- O Jasiu, o pszczole, o wietrze i dzięcole, 1989
- Jedna srebrna kropla, 1995
- Złotopiórek, 1995

## Auszeichnungen
- 1972: Goldenes Verdienstkreuz